# Patrick Enengl
Patrick Enengl (* 25. Jänner 1994) ist ein ehemaliger österreichischer Fußballspieler und nunmehriger -trainer.

## Karriere

### Als Spieler
Enengl begann seine Karriere beim SCU Ardagger. Zur Saison 2008/09 wechselte er in die AKA St. Pölten, in der er fortan sämtliche Altersstufen durchlief. Zur Saison 2011/12 kehrte er zu seinem Jugendklub zurück, dem Landesligisten Ardagger. In zwei Spielzeiten kam er für das Team zu 49 Einsätzen in der Landesliga.
Zur Saison 2013/14 schloss er sich dem Regionalligisten Union St. Florian an. Nach zwei Einsätzen für den Verein in der Regionalliga riss er sich aber das Kreuzband. Anschließend versuchte er sich in der Saison 2014/15 noch beim Landesligisten UFC St. Peter/Au an einem Comeback, spielte aber verletzungsbedingt nie für das Team und beendete schließlich 21-jährig seine Karriere.

### Als Trainer
Nach seinem Karriereende fungierte er zunächst als Jugendtrainer beim UFC St. Peter/Au und bei seinem Heimatverein SCU Ardagger. Zur Saison 2016/17 wurde er Cheftrainer des siebtklassigen FCU Neustadtl. Ab der Saison 2017/18 fungierte er zusätzlich als Co-Trainer in der U-18-Mannschaft der Linzer Akademie.
Zur Saison 2018/19 wurde er Trainer des sechstklassigen USV Oed/Zeillern. Ab der Saison 2019/20 konzentrierte er sich dann voll auf seine Tätigkeit in der Akademie. Ab Jänner 2020 war er Co-Trainer im U-15-Team. Zur Saison 2020/21 übernahm er die U-16-Mannschaft selbst als Cheftrainer, den Jahrgang 2005 führte er dann in der Saison 2021/22 als U-18-Team weiter. Zur Saison 2022/23 wurde er dann Trainer der Amateure des LASK. Mit dem Team wurde er in der Saison 2022/23 hinter dem DSV Leoben Vizemeister der Regionalliga Mitte.
Im September 2023 wurde Enengl Trainer des Zweitligisten SKU Amstetten.